# اشفیلد (ماساچوست)
اشفیلد(به انگلیسی: Ashfield) شهرکی در شهرستان فرانکلین ایالت ماساچوست می‌باشد که در سال ۱۷۶۵ بنیان‌گذاری شده‌است. این شهرک در سرشماری سال ۲۰۱۰ میلادی، ۱٬۷۳۷ نفر جمعیت داشته‌است.